# Bodheur
Bodheur ou Bodher (àrab: بوضر, Būḍur) és un poble del Sahel tunisià, situat uns quilòmetres al sud de Monastir, dins de la governació homònima. Amb Bennane forma una municipalitat que tenia 14.218 habitants el 2014.

## Administració
Juntament amb la ciutat de Bennène, forma la municipalitat o baladiyya de Bennène-Bodheur, amb codi geogràfic 32 36 (ISO 3166-2:TN-12).
Al mateix temps, Bodheur constitueix un sector o imada, amb codi geogràfic 32 62 55, de la delegació o mutamadiyya de Ksibet El Médiouni (32 62).